# 제임스 J. 코빗

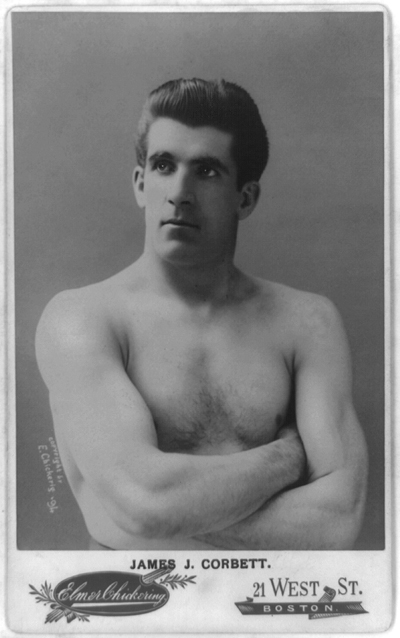
제임스 J. 코빗

제임스 존 코빗(James John Corbett, 1866년 9월 1일 ~ 1933년 2월 18일)은 미국의 권투 선수이다. 젠틀맨 짐(Gentleman Jim)이라는 이름으로도 잘 알려져 있다. 통산 전적은 24전 14승 5KO 4패 3 무승부 3 무효 시합이다.